# 北海道歌謡大作戦
北海道歌謡大作戦（ほっかいどうかようだいさくせん）はSTVラジオで1993年4月から放送されていた番組。

## 概要
1993年4月、月曜日18:00 - 21:00の枠でスタート、ナイターオフ期間となる10月から3月までの間は土曜日18:00 - 21:00の枠（1997年度の土曜日は19:00 - 21:00）に移動、以後ナイターイン期間中は月曜日、ナイターオフ期間中は土曜日と交互に放送時間を移動し、歌謡リクエスト番組として放送。スタート当初の内容はレコード会社、新聞社などマスコミと連携してリスナーのリクエストなどによる推薦曲を本番組の一推しとし、番組からヒット曲が出ることを狙うというものであった。そのため、多くのレコード会社が本番組のスポンサーに付いていた。当初の主なコーナーは、その年デビューする新人を番組で応援する『新人賞への道』、リスナーが選んだ推薦曲を新聞紙上やレコード店の店頭で紹介するための企画『あなたのセンスにアタック』、ヒット曲にまつわる裏話や苦労話を紹介する『ヒット曲裏話』など。1971年～1983年まで放送の『電リクワイド GO!GO!サタデイ』の系譜を継ぐ番組であった。2000年に終了し、後継番組は『NEW HIT WAVE』となる。

## パーソナリティ
- 堺なおこ （1993年4月～1993年9月／1994年4月～）
- 加島和裕 （1993年4月～1994年3月）
- 橋本登代子 （1993年10月～1994年3月）
- 河野好信 （1994年4月～1994年9月／1995年4月～1995年9月）
- 飯島孝彦 （1994年10月～1995年3月／1995年10月～1997年）
- 佐瀬典子 （1995年4月～1995年9月）
- 高山幸代 （1995年10月～1996年3月）
- 佐々木律 （1996年4月～1997年）
- 萩原隆雄 （1997年～）
- 鈴木亜紀 （1997年～）
- 宮永真幸 （1999年）[3]
- 高野美佐 （1999年）